# Brun randkaktus
Brun randkaktus (Copiapoa echinoides) är en art inom randkaktussläktet och familjen kaktusväxter, som har sin naturliga utbredning i Chile.

## Beskrivning
Brun randkaktus är en klotformad eller tillplattat klotformad, ibland bronsfärgad, kaktus som blir från 7 till 18 centimeter i diameter. Den är uppdelad i 11 till 17 åsar. Längs åsarna sitter raka eller något krökta centraltaggar, och radiärtaggar som blir upp till 2,5 centimeter långa. Blommorna blir 3,5 till 4 i diameter. Frukten är cirka 1,5 centimeter i diameter. Fröna är 1,7 till 2 millimeter långa och 1,3 till 1,5 millimeter i diameter.

## Synonymer
Echinocactus echinoides Lem. ex Salm-Dyck 1845
Echinocactus cupreatus Poselger ex Rümpler 1885
Copiapoa cupreata (Poselger ex Rumpler) Backeb. 1959
Copiapoa cuprea F.Ritter 1959
Copiapoa dura F.Ritter 1963
Echinocactus bridgesii Pfeiff. 1847
Copiapoa bridgesii (Pfeiff.) Backeb. 1959
Copiapoa marginata var. bridgesii (Pfeiff.) A.E.Hoffm.